# Jukka Hildén
Jukka Henry Mikael Hildén (ur. 3 sierpnia 1980 w Helsinkach) – fiński kaskader, scenarzysta, producent i aktor telewizyjny i filmowy.

## Życiorys
Urodził się w Helsinkach w Finlandii. Dorastał wraz z rodziną w Seinäjoki. Gdy miał dziewięć lat zrobił bombę domowej roboty, która wybuchła w jego domu i poparzyła mu twarz.
Popularność zdobył jako fiński aktor i członek grupy The Dudesons, z którą wykonuje kaskaderskie sztuczki i pojawił się w różnych seriach telewizyjnych, w tym w Sori (2001–2004) i Duudsoni Elämää (2004). Współpracował z Bamem Margerą w różnych filmach, w tym Where the ♯$&% Is Santa? (2008).
14 sierpnia 2010 roku ożenił się z Outi Haapasalmi, z którą ma syna Sisu oraz córkę Lilli. W 2017 roku nastąpił rozwód z nieznanych powodów.

## Wybrana filmografia

### Produkcje TV
- Sori (2001–2004)
- Törkytorstai (2003–2004)
- Duudsoni Elämää (2004)
- The Dudesons (od 2006)
- Operaatio Maa (2008)
- Piilokamerapäälliköt (2008)
- Nitro Circus (2009)
- Teräspallit (2010)
- The Dudesons in America (2010)
- Viva La Bam (2003-2004)
- Duudsonit tuli taloon (2012-)
- Posse (od 2014)
- Huippujengi (2016)

### Filmy fabularne
- 2006: The Dudesons Movie
- 2008: Bam Margera Presents: Where the ♯$&% Is Santa?
- 2009: Minghags
- 2010: Jackass 3D
- 2014: Legenda Herkulesa (Hercules: The Legend Begins) jako Kreon
- 2016: Iron Sky: The Coming Race jako Vril Pope